# チタン合金

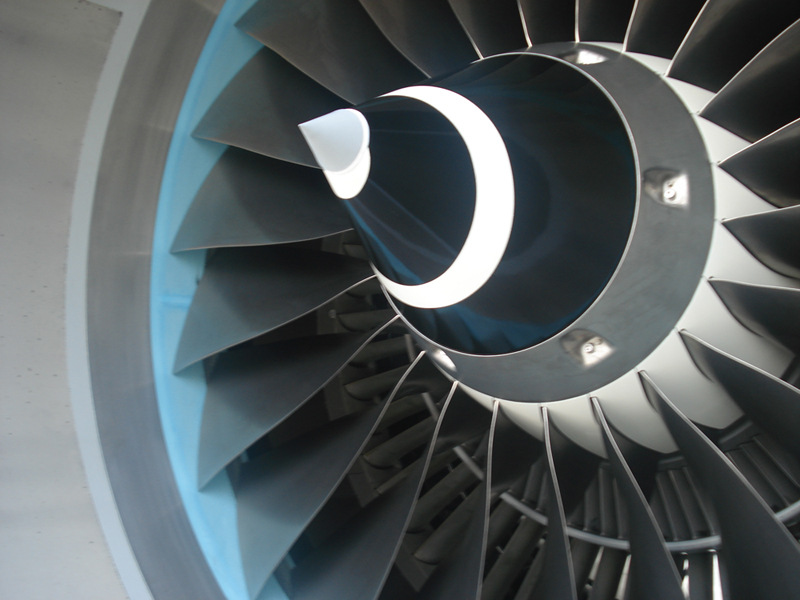
エアバスA320のターボファンエンジンV2500では、チタン合金製のファンブレードを採用している。

チタン合金（チタンごうきん）とは、チタンを主成分とする合金である。チタニウム合金とも称される。チタンが持つ長所の向上や短所の改善のため、各種の元素が添加される。機械的性質を向上させた合金や、チタンが持つ優れた耐腐食性をさらに向上させた合金などがある。
優れた比強度、耐腐食性能や生体適合性を持ち、これらの特性を生かして、航空機、化学プラント、スポーツ器具、医療などで使用される。欠点として切削加工の難しさや、高コストであることが挙げられる。
金属組織の状態によって、大きく α 型合金、β 型合金、α+β 型合金の3つに分類される。熱処理による特性変更が可能で、溶体化処理および時効処理によって組織を変化させ、特性を変えることができる。α+β 型に属する Ti-6Al-4V 合金は、強度と靭性を兼ねることができ、溶接性や加工性も良好で、チタン合金の中で最も多用される。

## 種類と特徴

稠密六方構造

体心立方格子構造

純チタンの金属組織は、常温では稠密六方構造と呼ばれる結晶構造を持っている。この相を「α 相」と呼ぶ。しかし、温度 885 ℃で同素変態が起こり、α 相の結晶構造は体心立方構造に変化する。この体心立方構造の相は「β 相」と呼ばれる。適当な元素を純チタンに加えて合金とすることで、常温でも組織中に β 相が存在するようになる。材料中の相の結晶構造が、チタン材料の性質を定める。元素添加と熱処理によって、α 相単一のものから、α 相と β 相が同居するもの、β 相単一のものまでのチタン合金を作ることができる。
チタン合金の種類は、これらの金属組織によって「α 型合金」「β 型合金」「α+β 型合金」の3つに大きく分けられる。ただし、これらの3つの種類の境は必ずしも明確ではない。α 型と α+β 型の間に「near α 型合金」を4つで分類する場合や、さらに α+β 型と β 型の間に「near β 型合金」を置いて5つで分類する場合もある。
また、チタン合金の種類の一般的な呼び名は、元素配合の主要組成によって表される。広く用いられているチタン合金の一つが「Ti-6Al-4V」合金で、これはチタンに 6 % のアルミニウム、4 % のバナジウムを加えたものとなっている。

### α型合金
α 型合金（α 合金とも）は、常温で α 相高温下でのクリープ強度や低温下での脆性破壊強度に優れている。熱間・冷間ともに加工性が悪い欠点がある。α 型合金の代表例としては Ti-5Al-2.5Sn 合金が挙げられる。

### β型合金
β 型合金（β 合金とも）は、常温でも β 相をほぼ 100 % 持つチタン合金である。室温の平衡状態が β 単相である「安定 β 型合金」と室温の平衡状態は α+β 相である「準安定 β 型合金」に分かれる。β 相が持つ体心立方格子構造のため、結晶内のすべり面が多く、加工がしやすい。熱処理を施すことによって、チタン合金の中でも最大硬さを出すことができる。α 型合金や α+β 型合金よりも弾性率が低い。

### α+β型合金
α+β 型合金（α+β 合金や α-β 合金とも）は、常温で α 相と β 相が共存するチタン合金である。α 型合金と β 型合金の特徴をバランスよく組み合わせることができる。製造上の調整がしやすく、扱いやすいとされる。代表例として、前述の Ti-6Al-4V 合金が挙げられる。
さらに細かい分類としては、α 型と α+β 型の間に「near α 型合金」と呼ばれる種類があり、α+β 型と β 型の間に「near β 型合金」と呼ばれる種類がある。室温で大部分が α 相を持つのが near α 型合金で、大部分が β 相を持つのが near β 型合金である。near α 型合金としては Ti-8Al-1Mo-1V 合金などがあり、クリープ特性や高温強度に優れている。near β 型合金としては Ti-10V-2Fe-3Al 合金などがあり、熱処理により高強度を得ることができる。

### 耐食性チタン合金
チタンの最も優れた特徴の一つとして、極めて優れた耐腐食性がある。チタン自体は活性金属だが、チタン表面に不動態皮膜が形成・保持されるため、チタン本体は腐食から保護される。耐食用材料にはチタン合金よりも工業用純チタンが使用されることが多いが、チタンは塩酸や硫酸といった非酸化性の酸には腐食される。こうした環境に対しても耐食性を向上させるために、パラジウム、ルテニウム、白金、モリブデン、ニッケルといった元素を添加する。このように耐食性に有効な元素を添加して耐食性能を高めたチタン合金を「耐食性チタン合金」、単に「耐食合金」と呼ぶ。例としては、パラジウムを 0.15 % 添加した Ti-0.15Pd 合金などがある。
耐食性チタン合金は、強度面においては工業用純チタンとほぼ同じである。組織は α 相と、いくらかの β 相や化合物相を持つ。そのため、金属組織上の分類は α 型合金あるいは α+β 型合金に該当する。
| 種類             | 組成                  | 熱処理     | 引張強さ (MPa) | 伸び (%) | 出典          |
| ---------------- | --------------------- | ---------- | -------------- | -------- | ------------- |
| α 型合金         | Ti-5Al-2.5Sn          | 焼なまし   | 862            | 16       | [ 23 ] [ 34 ] |
| near α 型合金    | Ti-8Al-1Mo-1V         | 焼なまし   | 1000           | 15       | [ 34 ]        |
| α+β 型合金       | Ti-3Al-2.5V           | 焼なまし   | 686            | 20       | [ 34 ]        |
| α+β 型合金       | Ti-6Al-4V             | 焼なまし   | 980            | 14       | [ 23 ] [ 34 ] |
| α+β 型合金       | Ti-6Al-4V             | 溶体化時効 | 1170           | 10       | [ 34 ]        |
| α+β 型合金       | Ti-6Al-4V-2Sn         | 溶体化時効 | 1270           | 10       | [ 34 ]        |
| near β 型合金    | Ti-6Al-2Sn-4Zr-6Mo    | 溶体化時効 | 1274           | 10       | [ 23 ]        |
| β 型合金         | Ti-13V-11Cr-3Al       | 溶体化時効 | 1220           | 8        | [ 34 ]        |
| β 型合金         | Ti-3Al-8V-6Cr-4Mo-4Zr | 溶体化時効 | 1440           | 7        | [ 34 ]        |
| 耐食性チタン合金 | Ti-0.15Pd             | 焼なまし   | 343            | 23       | [ 23 ]        |

## 組織と添加元素
前述のとおり、純チタンは常温では α 相を持ち、同素変態温度 885 ℃ 以上では β 相を持つ。ここに合金元素を加えると、変態温度が変化したり、α 相と β 相が同居する α+β 相が現れたりするようになる。アルミニウム、酸素、窒素、炭素を添加すると、α 相を安定させるように働く。変態温度を上昇させて、α 相の存在領域を広げる。そのため、これらの合金元素は α 相安定化元素と呼ばれる。一方、モリブデン、バナジウム、ニオブ、鉄、クロム、ニッケルを添加すると β 相を安定させるように働き、これらの合金元素は β 相安定化元素と呼ばれる。β 相安定化元素は変態温度を低下させて、β 相の存在領域を広げる。スズ、ハフニウム、ジルコニウムは中性的元素と呼ばれ、変態温度にあまり影響を与えない。
チタンと各添加元素との二成分系平衡状態図は、「全率固溶型」「α 相安定型」「β 相安定型」「β 共析型」の4つの典型に分けられる。全率固溶型を示す相手元素が中性的元素で、これらの元素量が増えても、α 相 ⇔ β 相の変態温度にあまり影響を与えない。相手元素量が増えても、α 相も β 相も状態図全域に渡って固溶体として存在する。α 相安定型の状態図を示す相手元素が α 相安定化元素で、これらの元素量が増えると、高温域へ α 相存在領域が広がる。さらには固溶限界が生じるようになり、組織が2相に分かれる。β 相安定型の状態図を示す相手元素は β 相安定化元素だが、β 相安定化元素の内のバナジウムやニオブなどが β 相安定型を示す。β 共析型の状態図を示す相手元素は、β 相安定化元素の内の鉄やクロムなどである。β 相安定型では、相手元素量が増えると β 相の存在領域が低温側へと広がり、なおかつ β 相が状態図全域に渡って固溶体として存在するようになる。β 共析型では、同じく β 相の存在領域が低温側へと広がるとともに、共析反応を起こすようになり低温側で組織が2相に分かれる。
| (a) 全率固溶型（中性的元素）     | (b) α 相安定型（α 相安定化元素） |
| (c) β 相安定型（β 相安定化元素） | (d) β 共析型（β 相安定化元素）   |

## 熱処理
鋼の焼入れ焼戻しなどと同様に、熱処理を行うことによってチタン合金の機械的性質を変えることができる。α 型合金から β 型合金になる連れて、熱処理による性質改変の余地が大きくなる。α 型合金では熱処理による強度向上の余地がないが、α+β 型合金と β 型合金は、溶体化処理と時効処理と呼ばれる熱処理を行うことによって強度を向上させることができる。
溶体化処理とは、材料を加熱保持することによって溶質元素を均一に固溶させ、その後急冷させる熱処理のことで、時効処理とは、溶体化処理された材料が時間とともに材質が変化することを利用した熱処理のことである。高強度を得る目的では、β 型合金の場合は β 相 ⇔ α+β 相の変態温度直上まで温度を上げて、α+β 型合金の場合は、β 相 ⇔ α+β 相の変態温度直下まで温度を上げて、溶体化処理を行うのが一般的である。さらに、β 型合金の場合は 440-530 ℃程度まで、α+β 型合金の場合は 430-650 ℃程度まで再度温度を上げ、一定時間保持して時効処理を行う。
β 型合金に溶体化時効処理を行うと、β 相の中に α 相が微細析出する。これによって硬化し、高強度となる。どのような強度となるかは、析出する α 相の大きさ・形状・容積率に左右される。α+β 型合金の場合は、熱処理によってどのような組織が得られるかは β 相の安定度によって異なる。β 相の安定度が比較的高い場合は
β 型合金に近い組織変化が起こる。溶体化処理後には β 相が残留し、時効処理によって微細な α 相が析出する。β 相安定度が比較的低い場合、溶体化処理後に β 相がマルテンサイトの α’ 相あるいは α’’ 相や微細な針状 α 相などに変化する。さらに、組織を安定化させるために時効処理を行い、マルテンサイトを α+β 相に分解させる。
β 型合金と α+β 型合金ともに、熱処理を適切に施さなかった場合、「ω 脆性」と呼ばれる脆化が起こるので注意を要する。これは「ω 相」と呼ばれる六方晶系の相によって引き起こされる。ω 相には2種類ある。一つは α+β 相の領域を持つチタン合金を急冷して β 相を残留させる過程で無拡散変態によって現れるもので、「非熱的 ω 相」や「athermal ω 相」と呼ばれる。もう一つは準安定な β 相を 400 ℃ 以下で時効処理したときに拡散変態によって現れるもので、「熱的 ω 相」や「isothermal ω 相」と呼ばれる。
他には、一定温度まで加熱後・保持後に徐冷させる焼なましも行われる。応力除去焼なまし、安定化焼なましなどが行われる。

## 用途

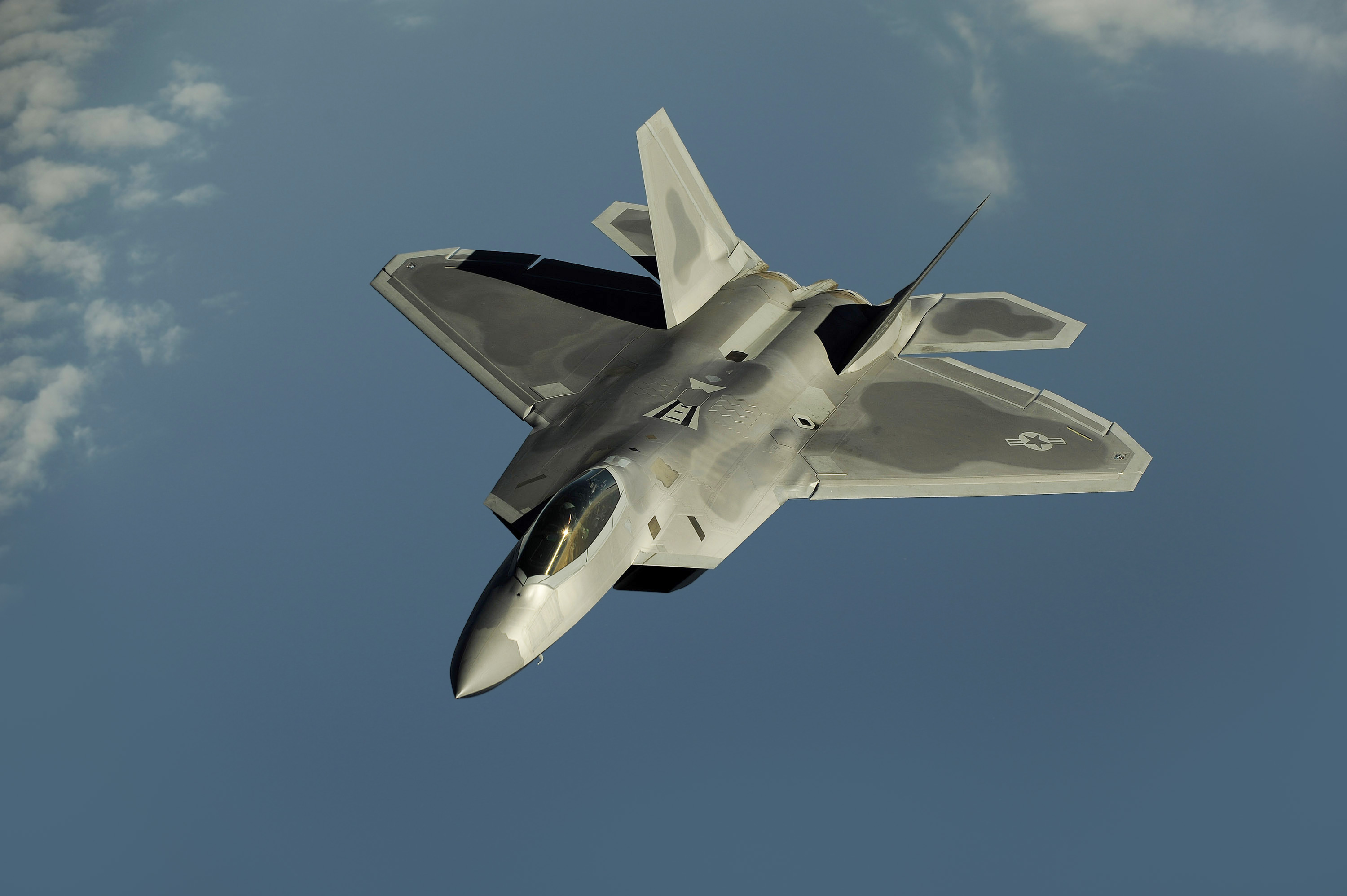
F-22戦闘機では、重量ベースで機体の39%でチタン合金製部品が使用されている。

工業用純チタンを含め、その軽量・高強度・耐腐食性を利用してチタン合金は航空機用途に広く使用される。チタン合金と航空機の繋がりは深く、「チタン合金は航空機の発展とともに開発され、適用が拡大してきたと言っても過言ではない」と評される。軍用機も民間機も、ともにチタン合金の適用は広い。重量で計算して、F-15戦闘機では約 25 %、F-22戦闘機では約 40 % がチタン合金製となっている。民間機では、コストのため軍用機ほどは適用拡大は進んでいない。温度 600 ℃ 以下のターボファンエンジン前半部にあるファンや圧縮機でチタン合金が使われている。その他、ランディングギア、パイロン、コクピットの窓枠、ボルト類などで使用されている。近年の民間航空機では炭素繊維強化プラスチック（CFRP）の適用が拡大しているが、CFRP とのガルバニック腐食が起きにくい、CFRP との熱膨張差が小さいなどの利点をチタンは持っている。このため、CFRP の適用拡大に合わせてチタン合金の適用も拡大している。

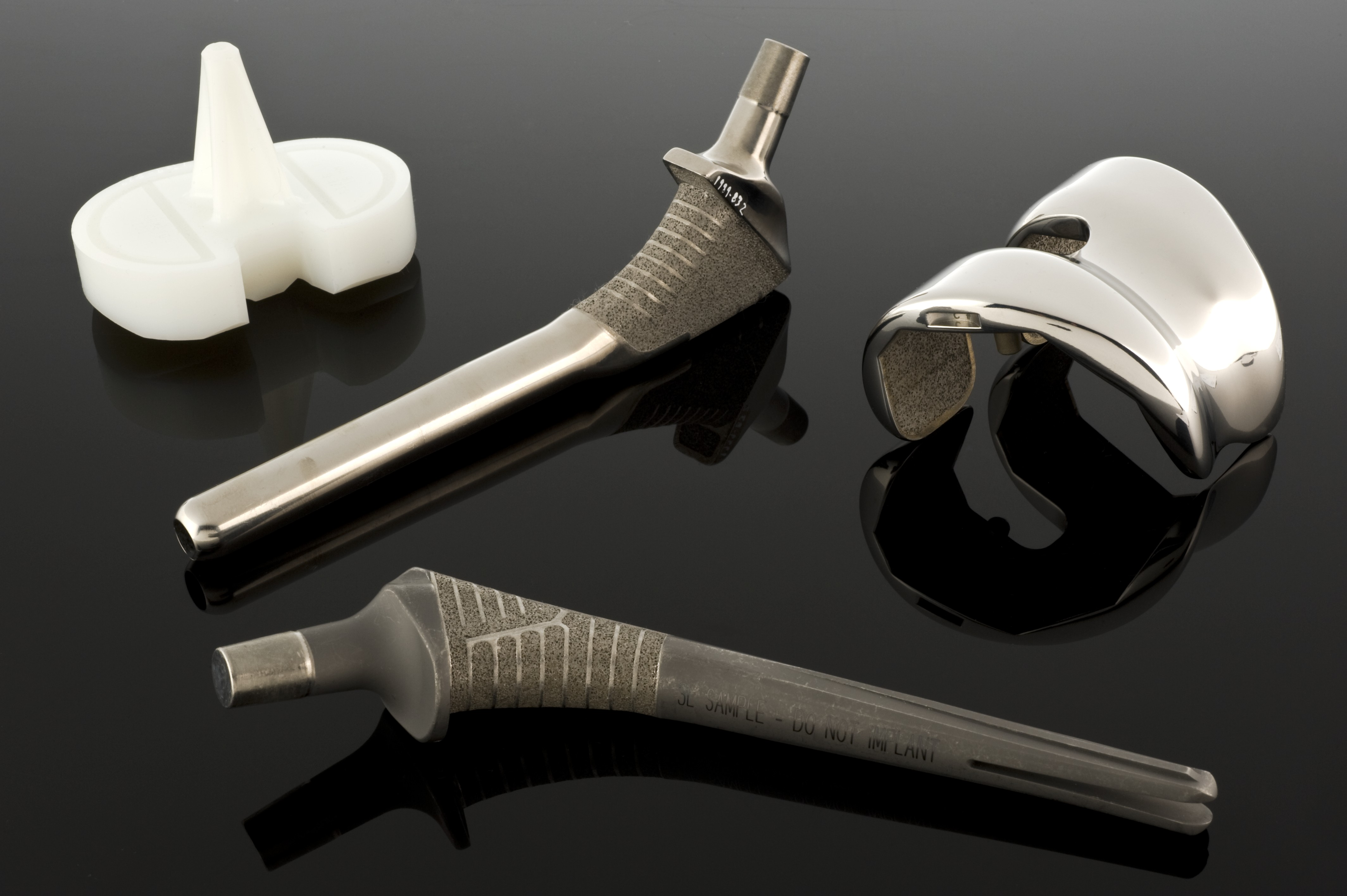
チタン合金製の股関節用の人工関節

チタン材料は優れた生体適合性を持つため、強度が必要な整形外科用の材料として利用されている。強度が必要となる人工関節や骨折固定器具などのために、1970年代より Ti-6Al-4V 合金が使用されている。さらに、人体に影響のあるバナジウム（V）溶出の可能性を完全に排するために、バナジウムを含まない Ti-6Al-7Nb 合金なども開発され利用されている。人工歯根用には工業用純チタンの使用率が多いが、Ti-6Al-4V 合金も使われている。
ゴルフクラブにもチタン合金が使われており、チタンを最も使用しているスポーツはゴルフといわれる。特にヘッドにチタン合金を使用した1番ウッド（ドライバー）は、1990年に初めて販売されて以降、数多く市販されている。チタンの高い比強度を利用して、重量増を抑えてヘッドを大きくし、スイートスポットを広げることができる。ヘッドのボディには Ti-6Al-4V 合金が、フェースには Ti-15Mo-3Cr-3Al-3Sn 合金などが使われている。ゴルフクラブ用に開発されたチタン合金もあり、β 型合金の Ti-15V-6Cr-4Al 合金などがある。他のスポーツやレジャーでは、自転車の高級モデルや釣り具でチタン合金が使われている。

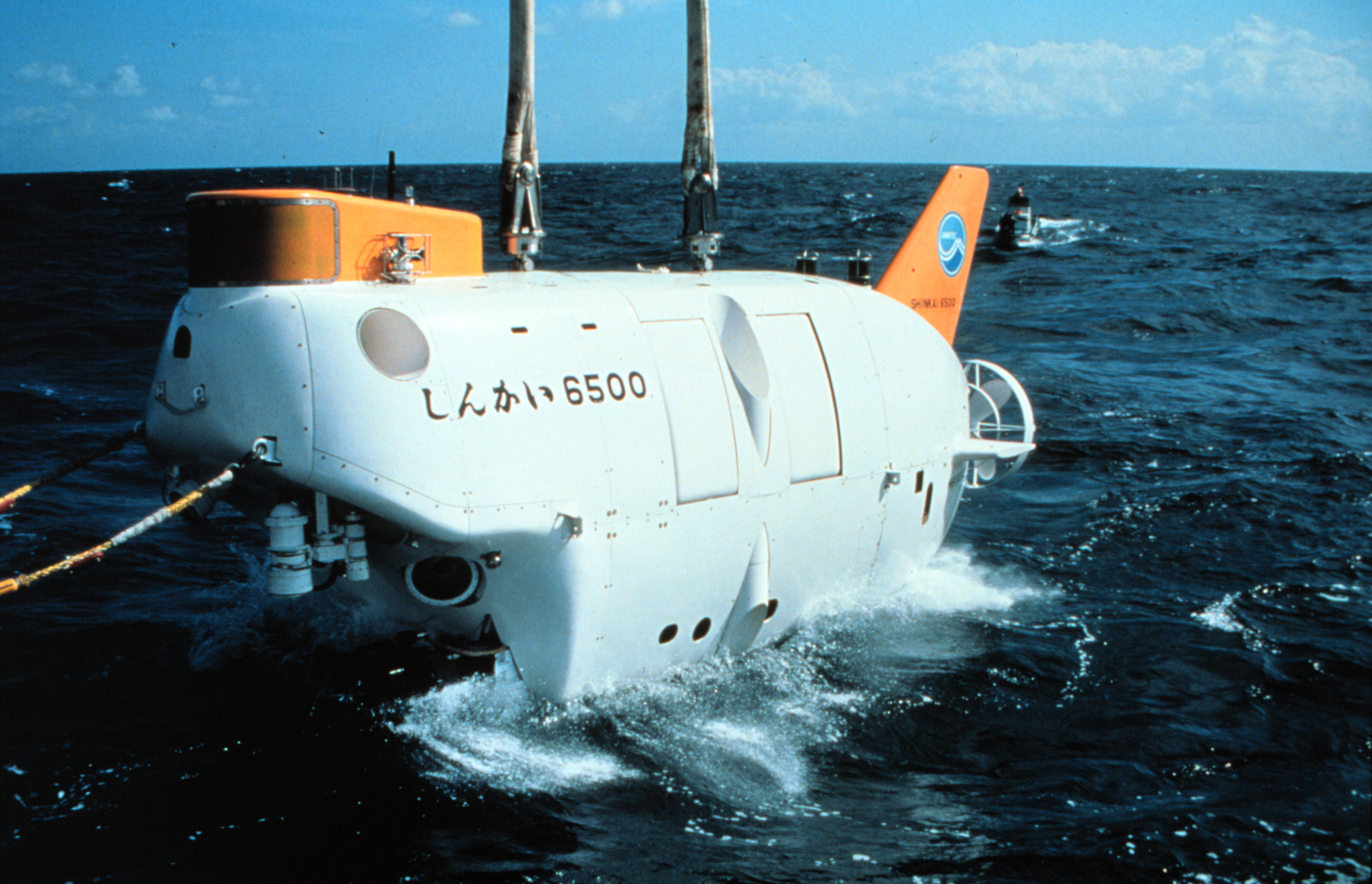
「しんかい6500」は耐圧殻にTi-6Al-4V-ELI 合金を使用している。

チタン材料は海水に対して高い耐腐食性を持つ。そのため、海洋・船舶分野での利用拡大が探られている。北海油田の海洋掘削装置の一つでは、ライザーパイプに Ti-6Al-4V-ELI 合金を用いている。旧ソ連の潜水艦ではチタン材料を採用していた。日本の深海潜水調査船「しんかい6500」では、耐圧殻に Ti-6Al-4V-ELI 合金が採用された。チタン合金の海水腐食への耐性および高い比強度を利用して、超高張力鋼の10Ni-8Co鋼を採用する場合に比較して約1トンの軽量化を達成している。一方で船舶分野全体としては、主にコストを理由にチタン合金利用は広くは普及していない。
化学プラント分野ではチタン材料利用が普及・一般化している。ただし、耐腐食性が主なチタン材料利用の理由であるため、チタン合金よりも工業用純チタンの利用が一般的となっている。強度が求められる撹拌軸などで Ti-6Al-4V 合金の採用例がある。腐食が極めて厳しい環境に置かれる機器では、Ti-0.15Pd 合金といった耐食性チタン合金が使われる。ただし、Pd（パラジウム）は高価なため、Co（コバルト）などの廉価な元素で代用した耐食性チタン合金も開発されている。

## 規格
各国の工業規格において、チタンおよびチタン合金に関する規格が定められている。アメリカおよびヨーロッパでは軍事用・航空機用として耐熱や高強度を達成するチタン材料を開発して来たため、チタン材料に関連する規格の中でもチタン合金に関するものが主となっている。特に、アメリカのASTM規格で制定された種類のチタン合金は、世界的にも広く活用されている。アメリカの金属材料識別番号システムであるUNS番号では、およそ100種類のチタン合金が登録されている。一方、日本では、軍事用・航空機用ではなく、その耐食性を利用するためにチタン材料が活用されてきた。そのため、日本の規格では耐食性チタン合金や純チタンの種類が主に制定されている。国際標準化機構では、航空宇宙用途以外を守備範囲として、軽金属の専門委員会 TC79 の下にチタンに関する分科委員会 SC11 が2002年に設置され、国際共通規格の策定が進められている。
| 国・地域   | 規格      | 規格番号および材料種別名                                                                             |
| ---------- | --------- | --- |
| アメリカ   | UNS番号   | R 56400                                                                                              |
| アメリカ   | ASTM規格  | B265 Grade 5（板材） B348 Grade 5（棒材）                                                            |
| アメリカ   | AMS規格   | AMS4905, AMS4906, AMS4911（板材） AMS4928, AMS4965, AMS3967（棒材）                                  |
| アメリカ   | MIL規格   | MIL-T-9046 Code AB-1（板材） MIL-T-9047 6Al-4V, MIL-T-81556 Code AB-1（棒材）                        |
| ヨーロッパ | AECMA規格 | prEN 2517-001 Ti-P63 prEN 3354, prEN 3456, prEN 3464（板材） prEN 2530, prEN 3311, prEN 3314（棒材） |
| フランス   | NF規格    | AIR9183 T-A6V（棒材）                                                                                |
| ドイツ     | DIN規格   | DIN17850 3.7165, DIN17851 3.7165 DIN17860 3.7165（板材） DIN17862 3.7165（棒材）                     |
| スペイン   | UNE規格   | UNE 38-723 L-7301                                                                                    |
| イギリス   | BS規格    | BS 2TA.10, BS 2TA.56, BS 2TA.59（板材） BS 2TA.11（棒材）                                            |
| ロシア     | GOST規格  | GOST 1.90000-70 VT6, GOST 19807-74 VT6S                                                              |
| 日本       | JIS規格   | JIS H 4600 TAP6400（板材） JIS H 4650 TAB6400（棒材）                                                |